# Jason Bourne
Jason Charles Bourne, właśc. David Webb – postać fikcyjna stworzona przez Roberta Ludluma, tajny agent wyszkolony przez CIA.
Bourne jest główną postacią trzech powieści Ludluma: Tożsamość Bourne’a, Krucjata Bourne’a i Ultimatum Bourne’a. Po śmierci autora serię powieści o przygodach Bourne’a kontynuuje Eric Van Lustbader, który napisał kolejne książki: Dziedzictwo Bourne’a, Zdrada Bourne’a, Sankcja Bourne’a, Mistyfikacja Bourne’a, Cel Bourne’a, Świat Bourne’a, Imperatyw Bourne'a, Odwet Bourne’a, Przewaga Bourne’a i Zagadka Bourne’a.

## Ekranizacje
W 1988 na podstawie pierwszej powieści nakręcono miniserial sensacyjny, pt.  Tożsamość Bourne’a z Richardem Chamberlainem w roli głównej.
W 2002 w rolę Bourne’a w filmie Tożsamość Bourne’a wcielił się Matt Damon. W odróżnieniu od wcześniejszego miniserialu film w wersji kinowej był bardzo luźną adaptacją powieści Ludluma. Po jego sukcesie komercyjnym nakręcono dwa kolejne filmy o Bourne'ie: Krucjata Bourne’a (2004) i Ultimatum Bourne’a (2007). Premiera kinowa czwartej części pt.  Dziedzictwo Bourne’a odbyła się 10 sierpnia 2012 r., natomiast w 2016 r. nakręcono film pt. Jason Bourne, w reżyserii Paula Greengrassa, również z Mattem Damonem w roli głównej, którego  premiera miała miejsce 27 lipca 2016 roku.
W 2008 roku została wydana gra komputerowa pt. Robert Ludlum’s The Bourne Conspiracy.